# Gilbert Mathon
Pour les articles homonymes, voir Mathon.
Gilbert Mathon est un homme politique français, né le 7 mai 1941 à Vitry-en-Artois (Pas-de-Calais).
Il est membre du Parti socialiste depuis 1974. 

## Biographie
Instituteur, conseiller d'orientation et enfin directeur du Centre d'information et d'orientation (CIO) de Bernaville et d'Abbeville (Somme), il a été conseiller municipal de Bernaville de 1977 à 1983, puis d'Abbeville de 1983 à 2007. Il a été 1er adjoint au maire de 1989 à 1995, avant de redevenir conseiller municipal, siégeant dans l'opposition.
Il est également conseiller général du canton d'Abbeville-Nord de 1998, réélu en 2004, jusqu'à 2015, année de la suppression du canton.
Il est élu député le 17 juin 2007, pour la XIIIe législature (2007-2012), dans la 4e circonscription de la Somme en battant, au deuxième tour, le député sortant Joël Hart (UMP). Il est membre du groupe Socialiste, radical, citoyen et divers gauche (SRC).
En 2014, il est une nouvelle fois élu conseiller municipal d'Abbeville sur la liste de Nicolas Dumont (PS), maire sortant. Il ne se représente pas en 2020.

## Mandats
- 1971 - 1977 : Conseiller municipal de Bernaville
- 1977 - 1983 : Conseiller municipal de Bernaville
- 1983 - 1989 : conseiller municipal d'Abbeville
- 1989 - 1995 : 1er Adjoint au maire d'Abbeville
- 1995 - 2001 : Membre de la Communauté de communes de l'Abbevillois
- 1995 - 2001 : conseiller municipal d'Abbeville
- 22 mars 1998 - 29 mars 2015 : Conseiller général du canton d'Abbeville-Nord
- 2001 - 2007 : conseiller municipal d'Abbeville
- 20 juin 2007 - 19 juin 2012 : Député de la 4e circonscription de la Somme
- 2014 - 2020 : conseiller municipal d'Abbeville